# Норвезька лісова кішка

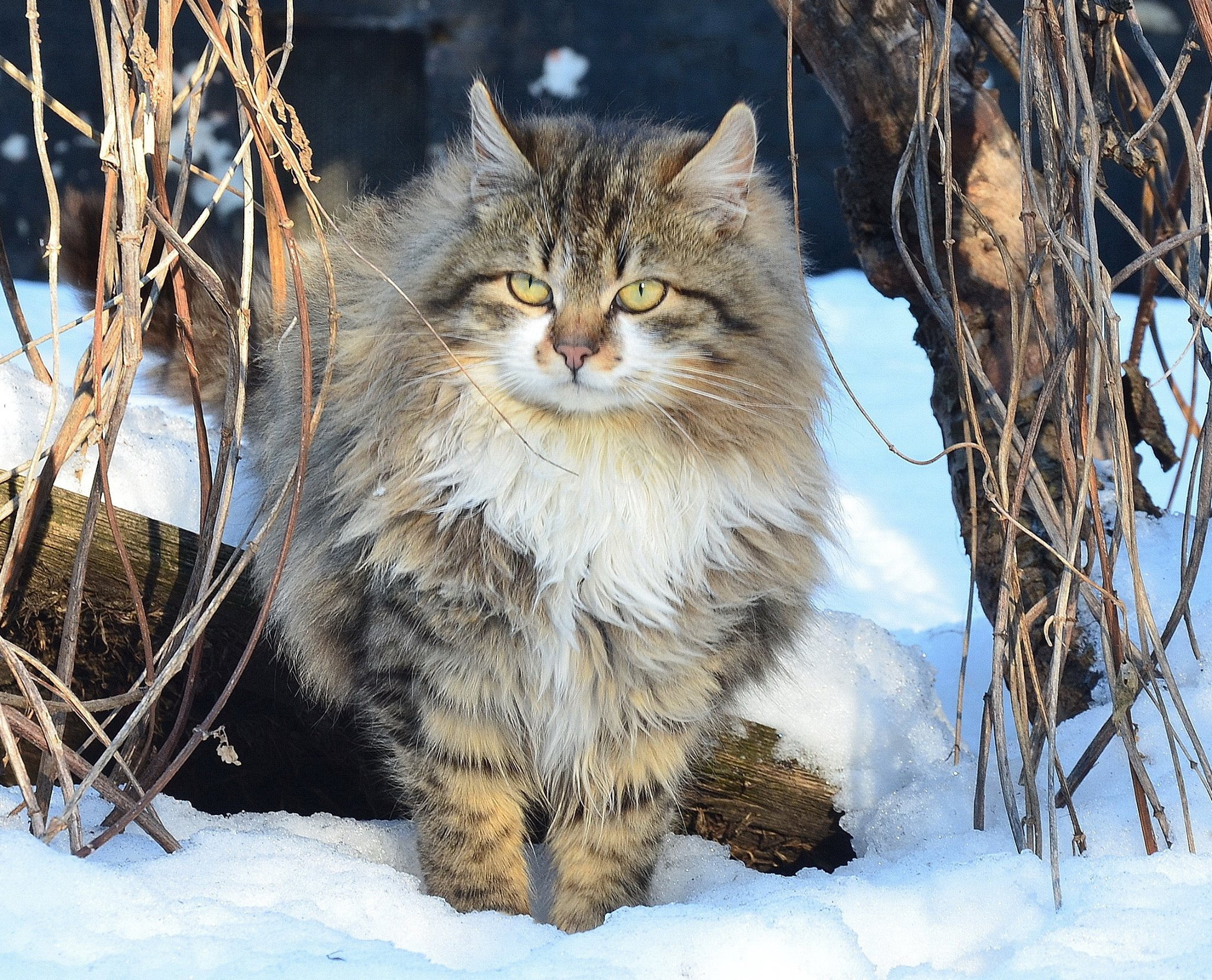
В зимових шубах

Норвезька лісова (англ. Norwegian forest, CAT, NFO)  — порода кішок, що пропорціями свого тіла нагадує європейську короткошерсту. Однак має одну особливість — довге водовідштовхувальне хутро, яке дуже швидко висихає після дощу.

## Історія
Попри назву, ця кішка завжди була домашньою. Свою назву вона одержала, ймовірно, за вільне поводження і волелюбність. Походження її невідоме, ймовірно, порода походить від короткошерстих європейських і довгошерстих азійських кішок, завезених купцями в Північну Європу. В 1977 році порода була визнана Міжнародною федерацією європейських любителів кішок (FIFE). Порода в основному поширена в Європі.

## Характер
Норвезька лісова кішка — сильна, міцна тварина. Охоче ловить мишей, активна, рухлива. Може жити в приміщенні, але любить проводити час на вулиці. Тварина вільнолюбна, із крутою твердою вдачею, але здобути її прихильність легко. Вона любить товариство людей.

## Особливості розмноження
Кошенята народжуються міцними, здоровими. Дорослий шерстний покрив уперше з'являється у віці від 3 до 5 місяців. Норвезька лісова — це порода, що повільно розвивається, досягає повного розвитку приблизно у віці 5 років.

## Зовнішній вигляд
Норвезька лісова справляє враження добре складеної, міцної тварини, з добре розвиненою мускулатурою. Тіло досить довге, пропорційне, сильне, масивне. Кістяк міцний з добре розвиненою грудною кліткою. Корпус має глибоку лінію пахвини. Груди й плечі добре розвинені. Кіт набагато більший за кішку. Кінцівки сильні, високі, задні ноги вищі, ніж передні, що робить таз вищим за плечі. Стегна мускулясті, передні ноги сильні. Якщо подивитися ззаду, кінцівки здаватимуться прямими. На передніх ногах пальці лап розгорнуті назовні. Лапи великі, округлі, важкі на вигляд, з пасмами хутра між пальцями. Хвіст довгий, широкий в основі, пухнастий, вкритий довгим волоссям, що прикриває задні кінцівки (бажаним є довге покривне волосся — «павиний хвіст»). Може досягати плечей, але бажано, щоб його довжина дорівнювала довжині тіла від основи хвоста до шиї.
Голова являє собою рівнобічний трикутник, всі сторони якого дорівнюють відстані між зовнішньою точкою основи вуха й підборіддям. Чоло майже пласке, лише трохи округлене. Ніс прямий, широкий, довгий, без сіделки. Вилиці добре розвинені. Вуса стирчать у боки. Підборіддя сильне, важке, знаходиться на одній лінії з мочкою носа. Воно м'яко вписується в профіль. Щоки повні. Вуха від середніх до великих розмірів, широкі в основі, стоячі, загострені на кінцях. Розташовані високо на верхівці, широко розставлені. Вушна раковина трохи розгорнута назовні. Зовнішній край вуха утворює пряму лінію з краєм щоки. Зовнішня лінія вуха продовжує лінію голови від підборіддя. На кінчиках вух бажані китиці й довгі пасма волосся, що росте з вух. Очі великі, овальні, виразні, косо поставлені. Зовнішній кут ока розташований вище, ніж внутрішній. Допускається будь-який колір, що відповідає забарвленню хутра. Шия коротка, мускуляста.
Хутро довге, гладке, прилягає до тіла. За структурою — подвійна, складається з густого підшерстя, вкритого лискучим, гладким водовідштовхувальним остьовим волоссям, що звисає униз, вкриває спину й боки. Повністю «одягнений» кіт має гриву на шиї, бакенбарди й довгий нагрудник. Комір складається з трьох окремих частин: коротка грива на шиї, бакенбарди (хутро на щоках), передній довгий нагрудник. Добре розвинені «штани» на задніх ногах. На тильному боці «штанів» немає остьового хутра, тому що вони закриті довгим хутра хвоста. Хутро узимку звичайно густіше, ніж улітку, тому що взимку краще розвинене підшерстя. Улітку комір випадає й відростає восени. У затінених, однотонних і біколорів допускається м'якше хутро, ніж у таббі Якість хутра залежить від умов життя: у кішок, що проводять більшу частину часу в приміщенні, хутро коротше й ніжніше. При оцінці шерстного покриву тип і якість є первинними ознаками, а колір і малюнок — вторинними.

### Забарвлення
Допускаються всі забарвлення, включаючи всі кольори з білим, за винятком гімалайських, шоколадних, лілових або їхніх поєднань із білим. Припустима будь-яка кількість білого кольору в забарвленні (біле полум'я, білий медальйон, білі груди, білий живіт, білі лапки тощо). Малюнок таббі повинен бути чітким і виразним, характерний класичний (мармуровий), макрель, плямистий або з тикінгом. Відповідно до стандарту FIFE, за забарвленням розрізняють 4 групи тварин: з агуті-фактором, без агуті-фактора, з агуті-фактором з білим, без агуті-фактора з білим. Колір очей повинен відповідати забарвленню хутра. Мочка носа й подушечки лап мають колір, що підходить до забарвлення хутра. У кішок з агуті-фактором мочка носа з облямівкою.

## Світлини

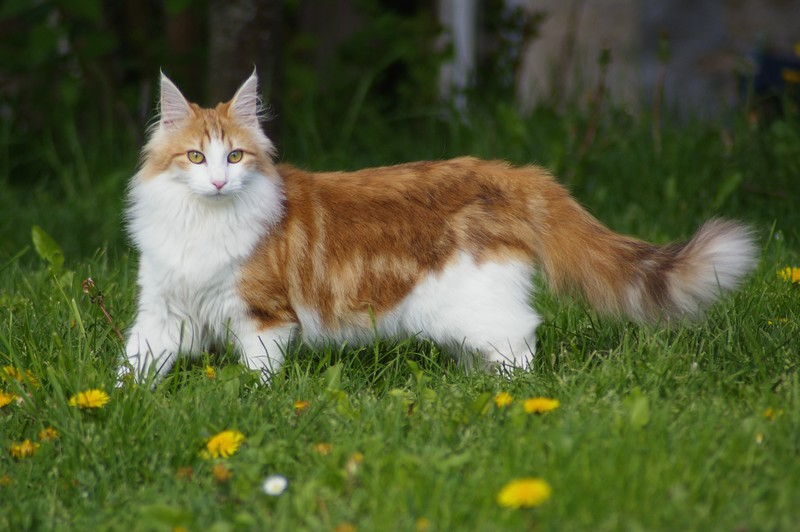
Доросла кішка
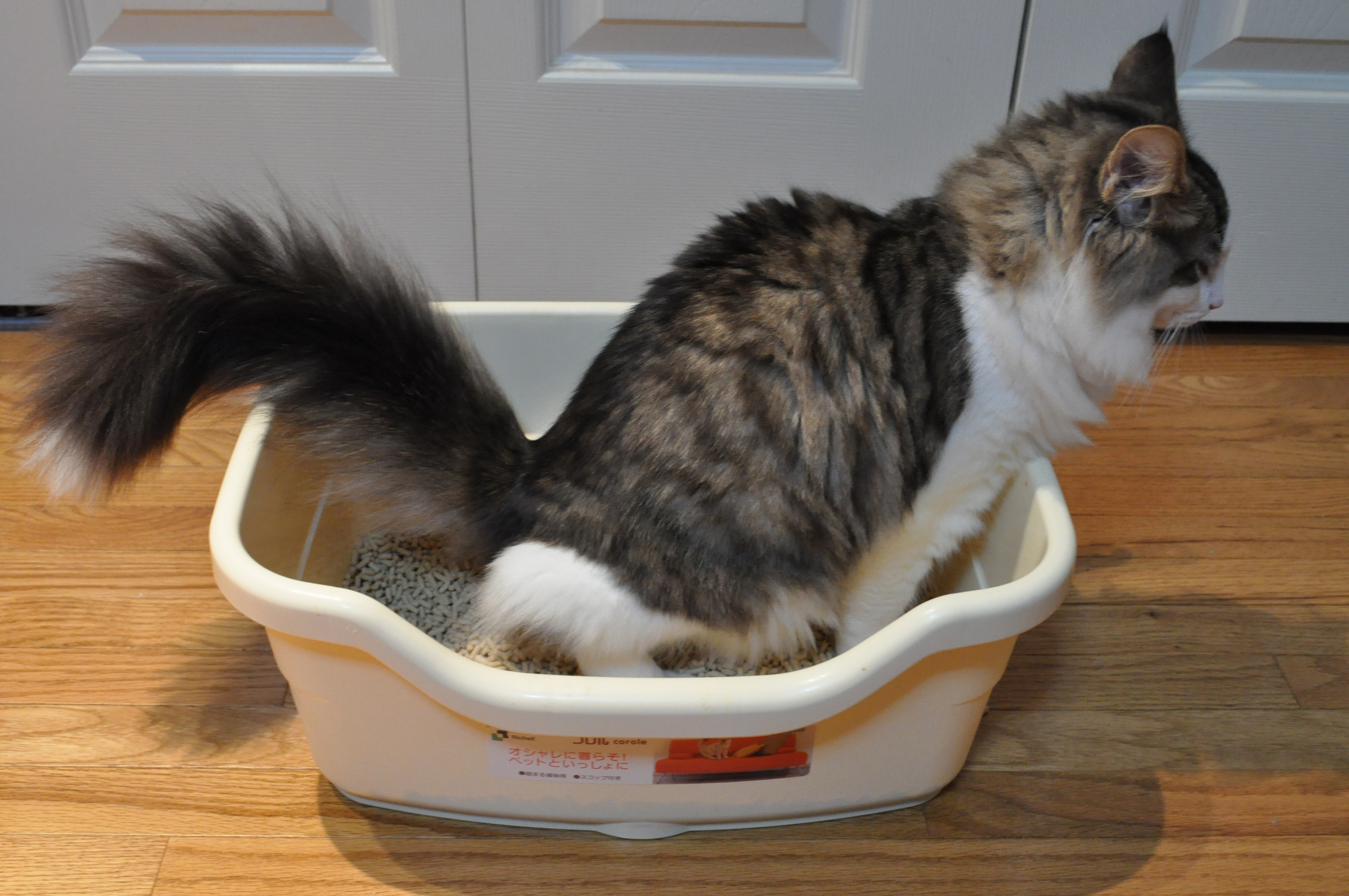
Кішка у лотку
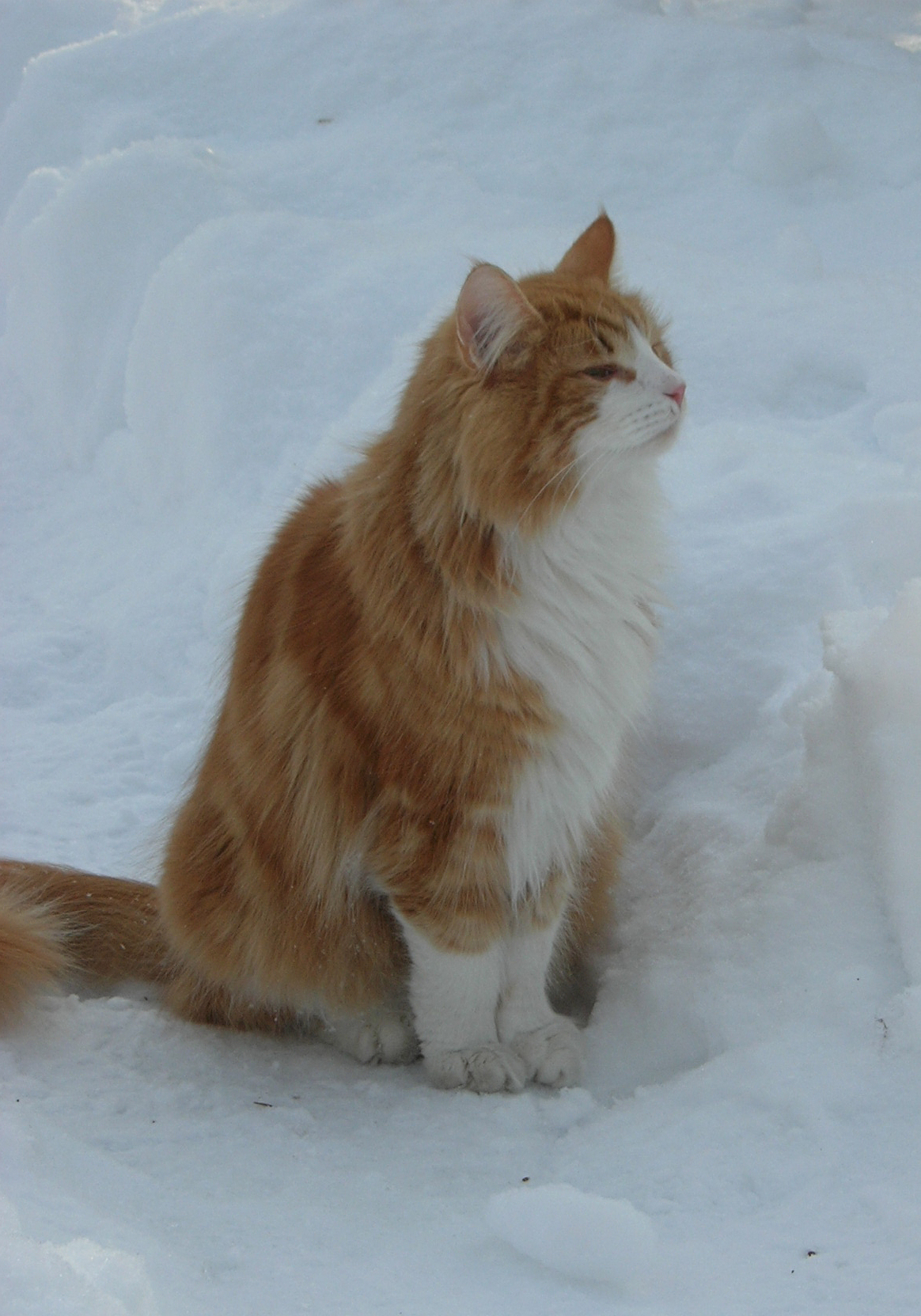
Кіт на снігу
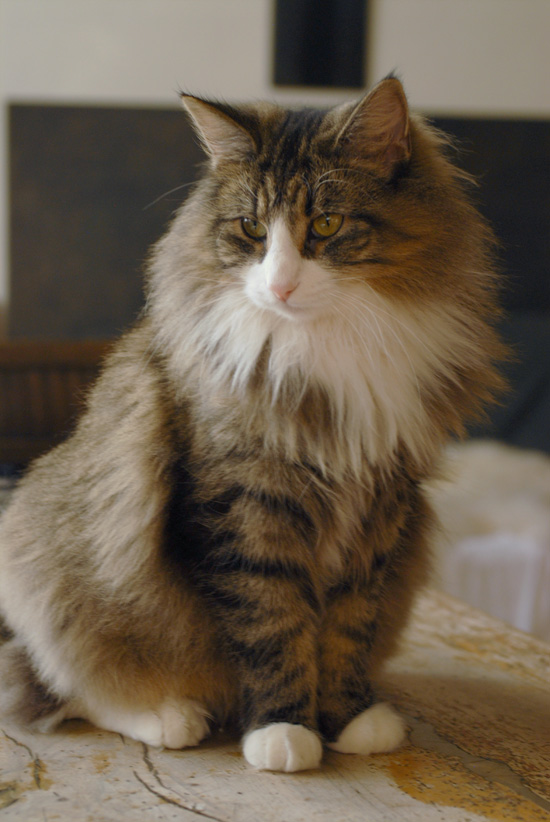
2-річний кіт
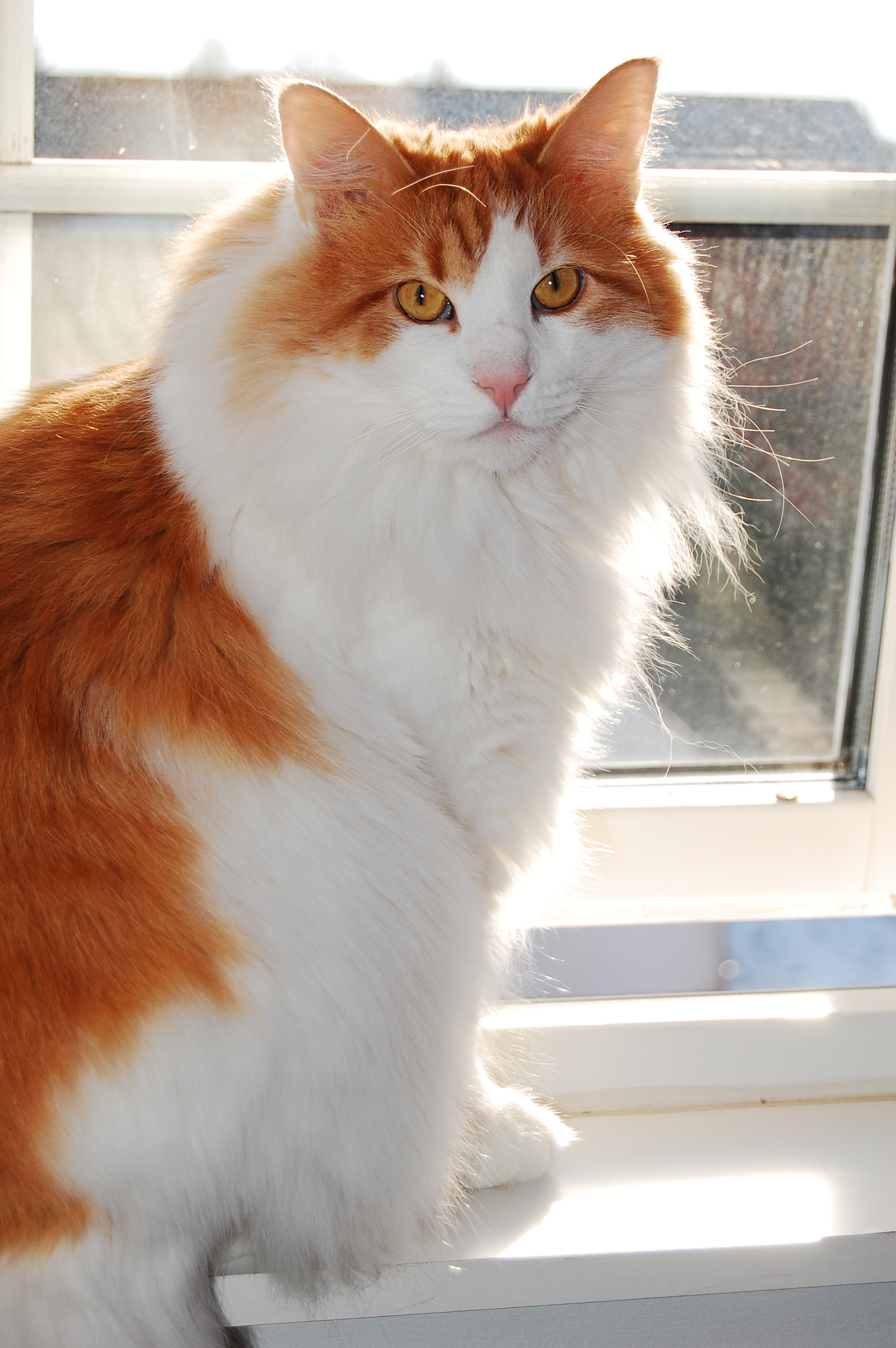
Дорослий кіт
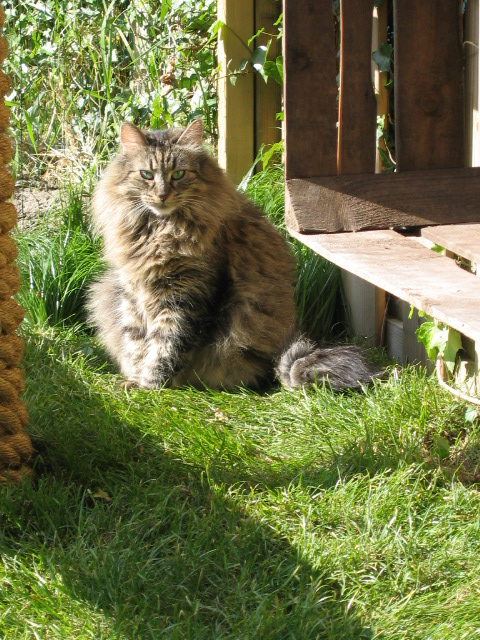
Кішка на траві